# Ilias Takidine
Ilias Takidine (5 febbraio 2001) è un calciatore belga, attaccante dell'RKC Waalwijk.

## Carriera
Takidine è cresciuto nelle giovanili di Genk ed Anderlecht. Il 27 agosto 2022 ha debuttato con la seconda squadra in Challenger Pro League nell'incontro pareggiato 2-2 contro il Waasland-Beveren.
Il 7 luglio 2023 è stato acquistato a titolo definitivo dall'RKC Waalwijk.

## Statistiche

### Presenze e reti nei club
Statistiche aggiornate al 9 febbraio 2024.
| Stagione        | Squadra         | Campionato      | Campionato | Campionato | Coppe nazionali | Coppe nazionali | Coppe nazionali | Coppe continentali | Coppe continentali | Coppe continentali | Altre coppe | Altre coppe | Altre coppe | Totale | Totale |
| Stagione        | Squadra         | Comp            | Pres       | Reti       | Comp            | Pres            | Reti            | Comp               | Pres               | Reti               | Comp        | Pres        | Reti        | Pres   | Reti   |
| --------------- | --------------- | --------------- | ---------- | ---------- | --------------- | --------------- | --------------- | ------------------ | ------------------ | ------------------ | ----------- | ----------- | ----------- | ------ | ------ |
| 2022-2023       | RSCA Futures    | 2D              | 17         | 0          |                 | -               | -               | -                  | -                  | -                  | -           | -           | -           | 17     | 0      |
| 2023-2024       | RKC Waalwijk    | ED              | 8          | 0          | CO              | 0               | 0               | -                  | -                  | -                  | -           | -           | -           | 8      | 0      |
| Totale carriera | Totale carriera | Totale carriera | 25         | 0          |                 | 0               | 0               |                    | -                  | -                  |             | -           | -           | 25     | 0      |